# Mike Bernardo
Mike Bernardo (Città del Capo, 28 luglio 1969 – Muizenberg, 14 febbraio 2012) è stato un kickboxer e pugile sudafricano.

## Biografia
Mike si avvicinò alle arti marziali all'età di 12 anni, per sua stessa ammissione, spinto dalla necessità di fronteggiare i ragazzi più grandi che a scuola lo deridevano.

## K1 e boxe
Dopo una gavetta tra i ring sudafricani, italiani e russi, nel 1995 riceve un invito da parte di un promoter inglese per gareggiare nel famoso K1 World Gran Prix.
Fece il suo debutto contro il campione svizzero Andy Hug, match nella quale Bernardo ottenne un'inaspettata vittoria.
Nel 1996 i due si trovano nuovamente a sfidarsi nella finale del torneo, dopo un grande match questa volta sarà lo svizzero a battere Bernardo ed aggiudicarsi la vittoria finale.
Bernardo ottenne poi il maggiore successo nella sua carriera quattro anni dopo, aggiudicandosi un torneo subalterno del K1 World Gran Prix battendo Mirko Filipović. Mike Bernardo  nel 1993 intraprese anche la carriera professionistica di pugilato. Raggiunse il  suo massimo risultato il 12 maggio 2000, quando vinse il titolo mondiale WBF di categoria.

## Morte
Una volta terminata la sua carriera agonistica, Bernardo si dedica agli studi e consegue la laurea in psicologia.
Negli ultimi due anni della sua vita purtroppo, viene colpito da forti crisi d'ansia che sfociano in una profonda depressione, dietro queste cause, Mike decide di togliersi la vita il 14 febbraio del 2012 all'età di 42 anni nell'appartamento dove risiedeva.